# Punta Mala (bahía de Algeciras)

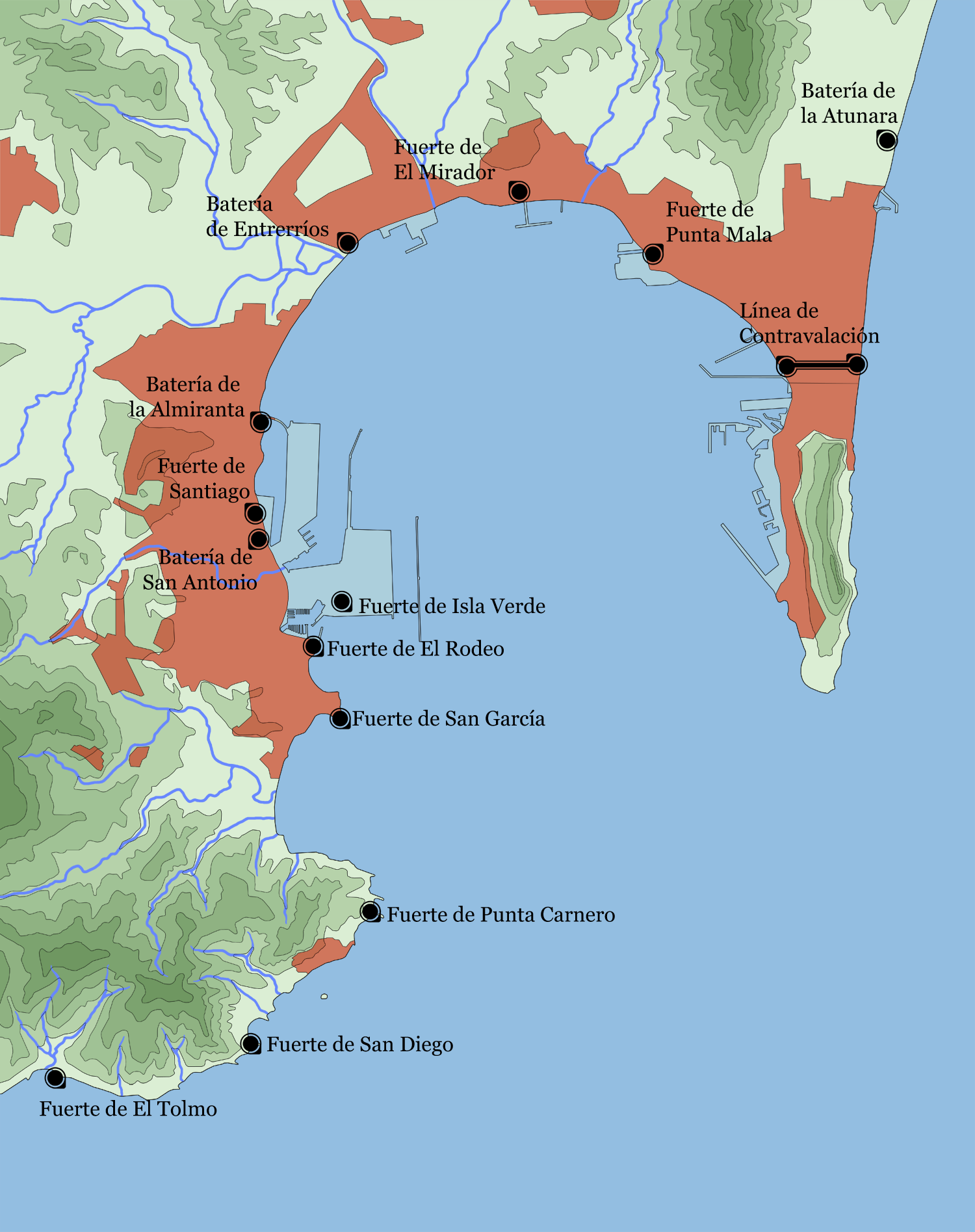
Localización de los fuertes del de la bahía de Algeciras, entre ellos el de Punta Mala.

Punta Mala es un cabo situado al noreste de la bahía de Algeciras (España), en el término municipal de San Roque (provincia de Cádiz). Está ligeramente proyectado hacia el suroeste, justo al inicio de la orilla occidental del istmo que une la península ibérica con el peñón de Gibraltar. Debe su nombre a los arrecifes que se encontraban situados frente a él, que ponían en peligro a las embarcaciones que se acercaban demasiado a la costa. Inmediatamente a su oeste se encuentra el fondeadero de Puente Mayorga, uno de los mejores de la zona. En la actualidad, el cabo como tal ha desaparecido, al haberse construido sobre él y adentrándose en la bahía, unos astilleros, el puerto de Campamento, administrados por la Autoridad Portuaria Bahía de Algeciras.

## Historia
La historia de Punta Mala ha estado condicionada a su localización, muy cercana a la localidad, hoy británica, de Gibraltar.
Entre 1735 y 1810 existió en Punta Mala una batería artillera perteneciente a las defensas costeras situadas en la bahía de Algeciras, en las inmediaciones de puesto británico de Gibraltar, construidas por el gobierno español ante el temor de que la colonia británica se extendiera más allá del istmo. Se la conocía como fuerte de Punta Mala. Su finalidad era proteger el fondeadero de Puente Mayorga, dado que cualquier desembarco en esa zona amenazaría el campamento militar de la Línea de Contravalación de Gibraltar. Este fuerte fue totalmente destruido en 1810, junto con las fortificaciones de La Línea de Contravalación y la mayoría de las defensas costeras de la bahía de Algeciras, durante la Guerra de la Independencia por tropas británicas y portuguesas para evitar que cayera en manos de las tropas de Napoleón.
Durante el siglo XIX Punta Mala fue reclamada por el gobierno británico como límite norte del puerto de Gibraltar (el cual se hallaría bajo soberanía británica). Ante las protestas españolas por una incursión de la Armada británica en el istmo para recobrar dos buques británicos que habían embarrancado allí, el 30 de noviembre de 1826, el secretario de Estado británico proclamó que:

En ausencia de toda mención, en el Tratado de Utrecht, de límites reales o imaginarios del puerto de Gibraltar que fue cedido a la Gran Bretaña, se hace indispensable en primer lugar buscar un límite natural. Este se encuentra en la curvatura de la costa que termina en Punta Mala, cuyo espacio en su totalidad se halla dentro del alcance de los cañones de la guarnición.

Esta declaración británica fue protestada por las autoridades españolas, si bien continuó siendo la doctrina oficial británica hasta bien entrado el siglo XX.

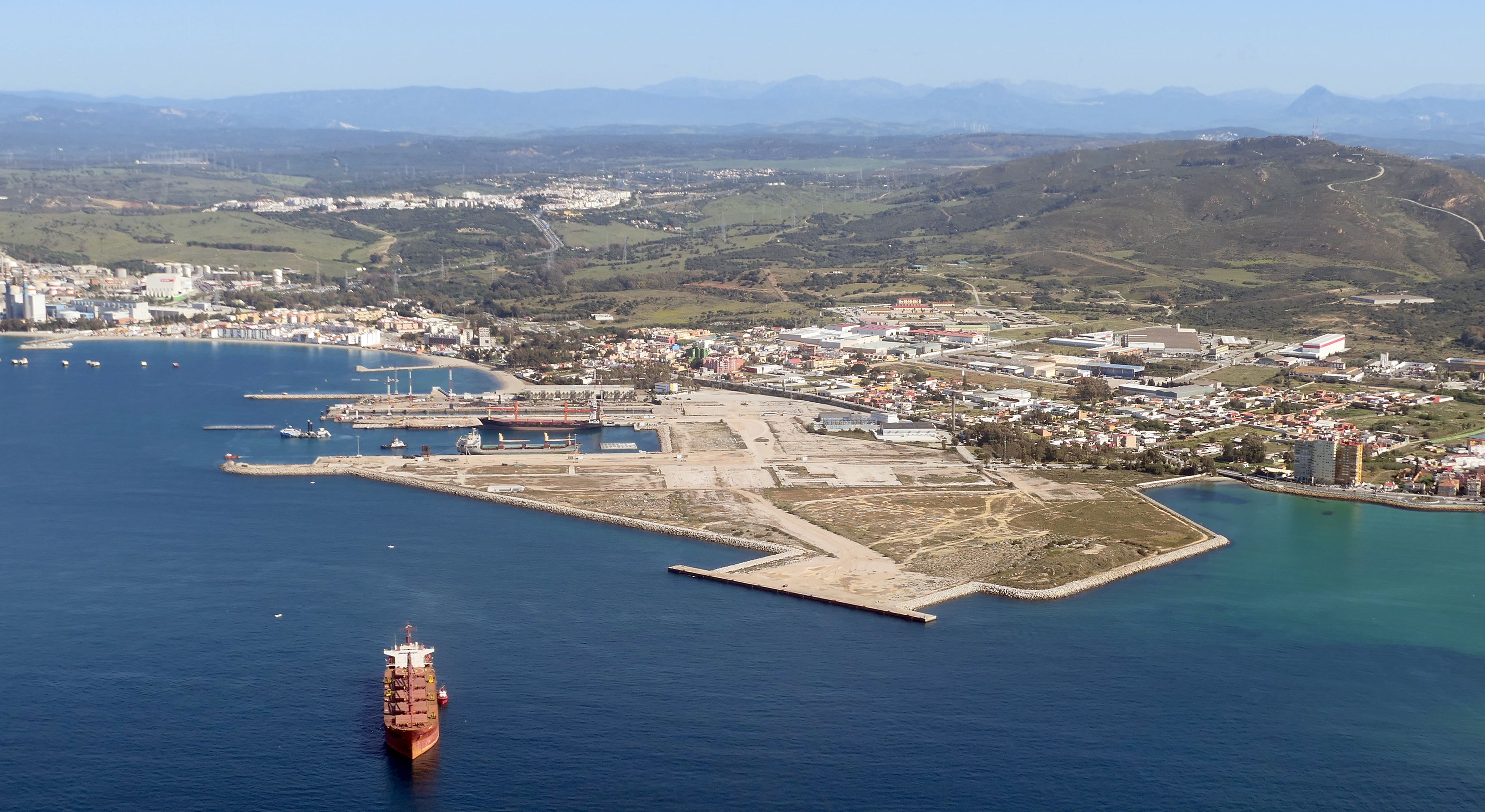
Punta Mala en la actualidad

Durante la década de 1960, el gobierno español intentó, a través del proceso descolonizador puesto en marcha por Naciones Unidas, conseguir la reversión de Gibraltar. Con el objeto de equilibrar el nivel de vida a ambos lados de la frontera, el 28 de octubre de 1965 puso en marcha un Plan de Desarrollo Socioeconómico para el Campo de Gibraltar, que originó la implantación de numerosas instalaciones industriales en la bahía de Algeciras, especialmente tras el cierre de la verja de Gibraltar en 1969. En Punta Mala se construyeron unos astilleros pertenecientes a la empresa Crinavis,, (IHM, 1998, pp. 75) como planta de integración para el transporte marítimo de gas licuado. Sin embargo, las instalaciones, terminadas en 1978, no llegaron a entrar en servicio, debido a la quiebra de Crinavis, y quedaron en el abandono. En la década de 1990, la Autoridad Portuaria Bahía de Algeciras, compró los terrenos, pertenecientes a los acreedores de Crinavis, con el objeto de que crear un astillero en las abandonadas instalaciones. Para ello, sacó los terrenos a concurso, que fue ganado, en 1996, por la empresa española Cernaval, que los usa como astillero desde entonces.